# Арменто
Арменто (итал. Armento) — коммуна в Италии, располагается в регионе Базиликата, в провинции Потенца.
Население составляет 711 человек (2008 г.), плотность населения составляет 12 чел./км². Занимает площадь 58 км². Почтовый индекс — 85010. Телефонный код — 0971.
Покровителями коммуны Пресвятая Богородица (Madonna della Stella, празднование во второе воскресение мая и во второе воскресение сентября) и святой Виталий из Кастронуово.

## Демография
Динамика населения:

## Администрация коммуны
- Официальный сайт: http://www.comune.armento.pz.it/ Архивная копия от 10 мая 2010 на Wayback Machine